# Aleksandyr Obbow
Aleksandyr Christow Obbow (bułg. Александър Христов Оббов, ur. 2 lutego 1887 w Plewenie, zm. 18 października 1975 w Sofii) – bułgarski prawnik i polityk, minister spraw wewnętrznych Carstwa Bułgarii (1923), trzykrotny minister rolnictwa (1920—1923, 1945, 1946), deputowany do Zgromadzenia Narodowego 18. (1919—1920), 19. (1920—1923), 20. (1923) i 26. (1945—1946) kadencji.

## Życiorys
Po ukończeniu szkoły średniej w Plewenie w 1905 rozpoczął studia prawnicze na Uniwersytecie Sofijskim, które ukończył w 1913. W 1904 wstąpił do Bułgarskiego Ludowego Związku Chłopskiego, a w 1908 awansował do kierownictwa partii. 
W 1920 objął stanowisko ministra rolnictwa w rządzie Aleksandra Stambolijskiego, w 1923 stanął na czele resortu spraw wewnętrznych. Po obaleniu rządu Stambolijskiego próbował organizować ruch oporu w rejonie Plewena, a następnie wyemigrował do Rumunii, skąd udał się do Czechosłowacji próbując organizować struktury partii chłopskiej na obczyźnie. Początkowo jego działalność wspierał rząd czechosłowacki, ale po zamachu w Cerkwi Świętej Niedzieli w 1925 i informacjach o współpracy zemedelców z komunistami władze Czechosłowacji zaprzestały wspierania emigrantów bułgarskich. W 1933 Obbow powrócił do Bułgarii i stanął na czele Bułgarskiego Ludowego Związku Chłopskiego Pładne. W czasie II wojny światowej był internowany w obozie Gorna Voda.
Po uwolnieniu w roku 1944 wstąpił do kierowanego przez komunistów Frontu Ojczyźnianego i zajął się odtwarzaniem partii chłopskiej. W 1945 objął kierownictwo resortu rolnictwa, przez kilka miesięcy pełnił funkcję wicepremiera w rządzie Georgi Dimitrowa. W 1945 był redaktorem naczelnym czasopisma Zemedelsko zname. W 1947 był członkiem delegacji bułgarskiej, która podpisała w Paryżu układ pokojowy z Aliantami. Obbow był przeciwnikiem pełnego podporządkowania komunistom partii chłopskiej, za co został usunięty z kierownictwa partii i powrócił do Plewenu. Zmarł w Sofii.
Był żonaty (żona Nikołajda), miał dwoje dzieci.